# Parque nacional y área natural de manejo integrado Kaa Iya del Gran Chaco

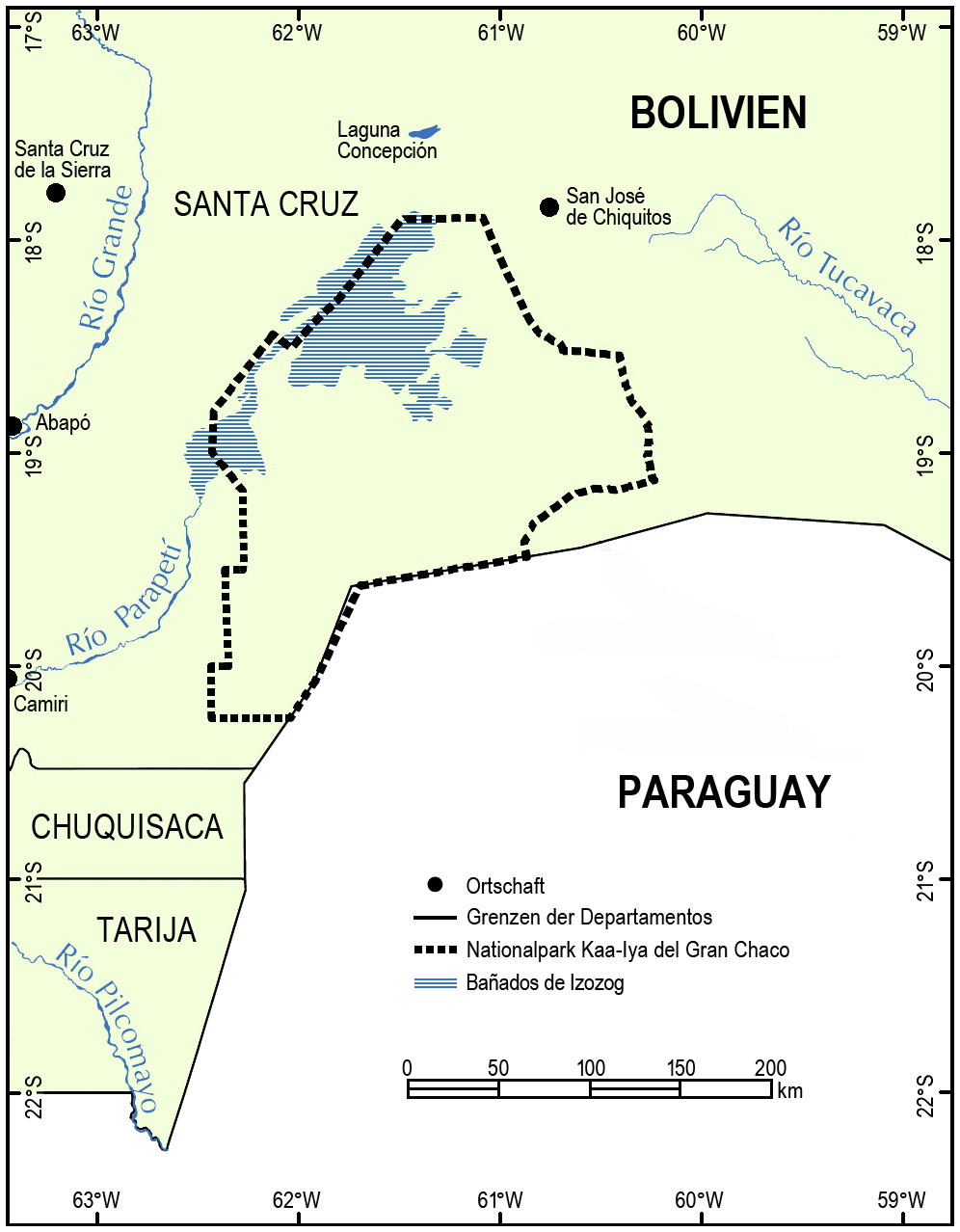
Kaa Iya del Gran Chaco con los Bañados de Izozog

El parque nacional y área natural de manejo integrado Kaa Iya del Gran Chaco es un parque nacional de Bolivia con una superficie de 3 441 115 hectáreas (34 411,2 km²) lo que lo convierte en el más grande de Bolivia y uno de los más grandes de Sudamérica, con una superficie mayor a la de Bélgica. Es un área protegida ubicada en la región del Chaco boliviano, en el sureste del país, limitando al sur con la República del Paraguay.
Tiene una rango altitudinal que oscila entre los 839 y 100 m s. n. m. y una precipitación anual de 1400 a 400 mm. Por el parque nacional atraviesan numerosos ríos, siendo el principal río el Parapetí.

## Etimología
Kaa-Iya en la mitología guaraní significa “amo de monte”, lugar donde se encuentra la riqueza, en el sentido de la abundancia de los recursos naturales, y las relaciones del hombre con la naturaleza.

## Geografía
Se caracteriza principalmente por contener el área de bosque tropical más grande del mundo. Su punto más alto se encuentra sobre la punta del Cerro San Miguel a 839 m s. n. m.
También por contener una amplia gama de especies de animales, más notablemente algunos de los últimos grandes felinos que quedan y más de 100 otras distintas especies de mamíferos.

## Flora

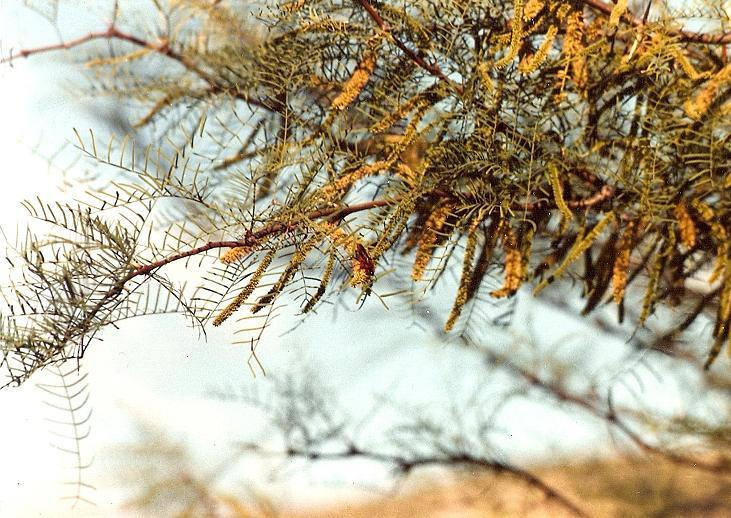
Cupesí, muy común en el parque

En el parque nacional se han registrado unas 880 especies de plantas vasculares, 28 especies de criptógamas (plantas sin flores), de flora registradas, sin embargo, se estiman 1500 especies de plantas superiores. Entre la flora destacan especies como el quebracho colorado (Schinopsis quebracho-colorado), el soto negro (Schinopsis cornuta), guayacán negro (Izozogia nelly), el cuchi (Astronium urundeuva), el guayacán morado (Bulnesia sarmientoi), soto de arenales (Schinopsis corneta), el cupesí (Prosopis chilensis).
Otras especies importantes son el toborochi (Chorisia speciosa), el algarrobillo (Caesalpina paraguariensis), el mistol (Ziziphus mistol), otras especies como Bougainvillea praecox, Acacia feddeana, Aspidosperma pyrifolium, la palma blanca (Copernicia alba), palma saó (Trithrinax schizophylla), palma carnada (Copenercia alba).

## Fauna

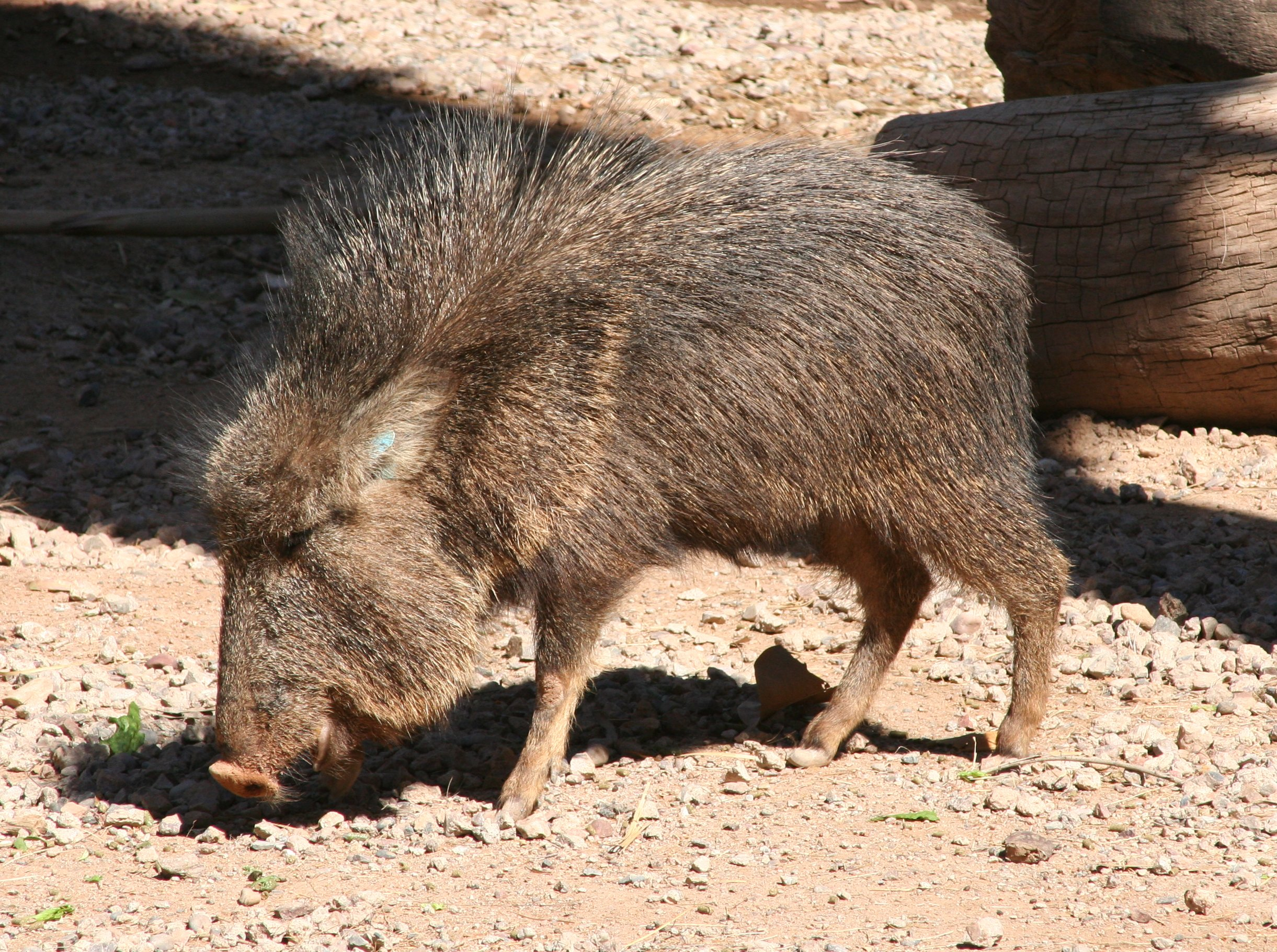
Pecarí, especie característica del parque nacional Kaa Iya del Gran Chaco.

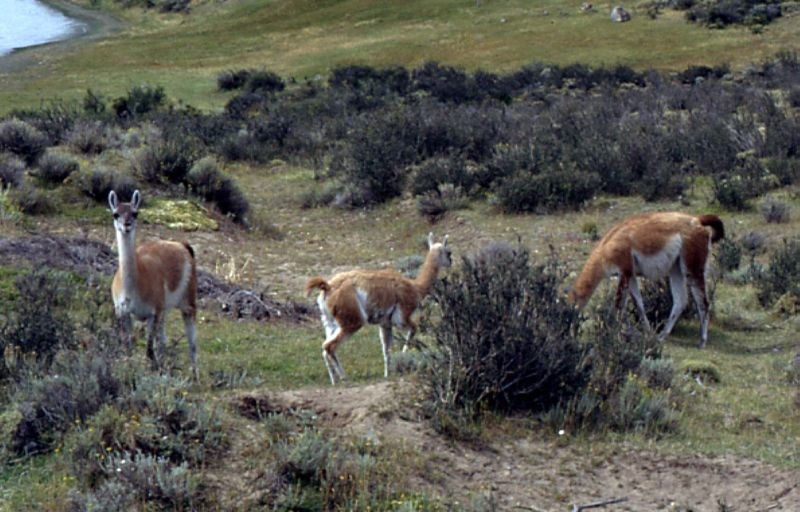
Guanacos.

La fauna presente en el área es representativa de la llanura chaqueña, contando con 350 especies registradas, 89 especies de herpetofauna, 301 especies de aves, 65 especies de pequeños mamíferos, 59 especies de grandes mamíferos; destacando el pecarí tropero del Chaco conocido como tagua o chancho quilimero (Catagonus wagneri), especie endémica del Chaco, los armadillos (Tolypeutes matacus y Chlamyphorus retusus), endémico de la región, la liebre-mara (Dolichotis salinicola), y el tuco-tuco (Ctenomys conoveri); también se encuentran el jaguar, el puma, ocelote y el aguará guazú.
Se ha confirmado la presencia de guanaco (Lama guanicoe) en los arenales del sudoeste del área. También se encuentran el pecarí labiado (Tayassu albirostris), el armadillo endémico (Cabassous chacoensis), el pejichi o armadillo gigante (Priodontes maximus), el mono tití (Callithrix argentata), el manechi o carayá o mono aullador (Alouatta caraya), la gama o ciervo de las pampas (Ozotocerus bezoarticus), la pava pintada (Crax fasciolata), el águila coronada (Harpyhaliaetus coronatus), el halcón viuda (Spizastur melanoleucus).

## Población en el área
El patrón de ocupación humana en el área está constituido por pueblos indígenas guaraníes, chiquitanos y ayoreos además de grupos de no contactados y de estancieros. La presencia humana es de carácter periférico aunque tiene un accionar directo en lo respectivo al uso de recursos del área. Hay una mayor concentración hacia el oeste (Izoso), asentamientos chiquitanos por el norte y algunas comunidades dispersas en otras zonas. En todo caso, se puede afirmar que el interior del área se encuentra libre de la ocupación humana.
La mayor concentración humana se encuentra ubicada hacia el oeste (Bañados de Izoso), en la zona de influencia del área, donde se ubican cerca de 20 comunidades guaraníes, como Guarirenda, Rincón, Huirapendi, Guirayasa, Coropo, Cacharí, Aguraigua, Guirapendio, Isiporenda y Yapiroa. La comunidad chiquitana más importante, llamada San Pablo, se encuentra en el norte.
La presencia de pueblos izoceños y ayoreodes mayoritariamente, incluye grupos de Ayoreodes nómadas no contactados.

Situación de la administración del Área

## Modalidad de administración
La gestión del PN ANMI Kaa-Iya del Gran Chaco se realiza bajo la modalidad de administración compartida, mediante convenio firmado el 24 de noviembre de 1995 con la Capitanía del Alto y Bajo Izozog (CABI), organización indígena Izoceño-Guaraní.

Plan de Manejo
Actualmente el Área cuenta con un Plan de Manejo aprobado mediante RM 261 / 00 del 6 de septiembre de 2000.

## Comité de gestión
Conformado por representantes de los municipios de Charagua, Pailón, San José de Chiquitos, y la subalcaldía del Isoso, así como de las Organizaciones de base de TURUBO, CABI, CICHIPA, Santa Teresita (Comunidad Ayorea), CIMCI, y de representantes del gobierno, SERNAP, y la Prefectura del Departamento.

## Aspectos relevantes
El parque constituye la única área destinada a proteger los restos extensos del Chaco sudamericano, incluye la mayor parte de los ecosistemas propios del chaco.
Este parque, aunque de escaso relieve y aparente monotonía paisajística, la enorme riqueza de su vida silvestre le confiere un interés excepcional para el desarrollo del ecoturismo y del turismo de aventura.
Incrementan la importancia del área, la presencia de representantes de las culturas indígenas izoceña, chiquitana y ayorea, las cuales tienen entre otras manifestaciones, una artesanía muy estilizada.
En la región de influencia existen sitios históricos (p.e. Misiones de San José de Chiquitos y Santa Cruz la Vieja).
La población está mayormente representada por las etnias Izoceña (predominante), Chiquitana y Ayoreode, incluyendo un grupo de Ayoreodes nómadas.
Existen otros pobladores migrantes recientes de otras regiones de Santa Cruz (hacendados, peones, campesinos) en su mayoría dedicados a la ganadería. La accesibilidad es dificultosa.

## Potencialidades
Dada su doble categoría de PN y ANMI, el Área presenta una enorme potencialidad para desarrollar programas de manejo de vida silvestre de aplicabilidad regional.
La región constituye sin duda reservorio natural de una importante diversidad de recursos genéticos, tanto silvestres como modificados por el hombre (culturas guaraníes).
Además, por sus valores naturales y culturales, se podrían desarrollar operaciones turísticas en el área.
La diversidad biológica del área protegida es consecuencia de la variabilidad climática y edáfica, así como la escasa disponibilidad hídrica que inciden en la singularidad de las especies tanto florística como faunísticas.

## Amenazas
Las amenazas más serias sobre el parque provienen principalmente de las actividades hidrocarburíferas: prospección sísmica en los Bañados, perforación petrolera en Ustarez y el Gasoductos Bolivia–Brasil seguida por la expansión de las fronteras agrícolas y propiedades ganaderas, la caza furtiva con fines comerciales y los desvíos de las aguas del río Parapeto para fines agropecuarios.

## Zona de influencia
Las poblaciones más importantes en la zona de influencia del área son: Camiri, Charagua, Boyuibe y Cabezas en territorio de la Provincia Cordillera y San José de Chiquitos en la Provincia Chiquitos.

## Accesibilidad
La accesibilidad es dificultosa. En la época húmeda, los caminos en el área son intransitables. A excepción de la vía Santa Cruz-Bajo Izoso-Camiri que bordea el área e ingresa parcialmente a las comunidades del Bajo Izoso, no existen otras vías estables. En muchas zonas el ingreso se realiza a través de caminos ganaderos. Desde San José de Chiquitos, un camino de tierra que se une con el Fortín Ravelo y Suárez Arana constituye la vía más estable en el extremo este del área.
Si se quiere conocer el parque lo más recomendable es ir con una operadora de turismo ya que se necesita un permiso especial de ingreso, teléfono satelital y movilidad 4WD. 